# 托尼·斯泰尔斯
托尼·斯泰尔斯（英語：Tony Stiles，1959年8月12日—），加拿大男子冰球运动员，场上位置是后卫。他曾代表加拿大国家队参加1988年冬季奥林匹克运动会冰球比赛，获得第4名。